# Бухта смерти (фильм, 1991)
«Бухта смерти» — советский художественный фильм по мотивам романа Джеймса Хедли Чейза «Каменные джунгли».

## Сюжет
Сюжет повторяет роман Джеймса Хедли Чейза. Главное отличие лишь в том, что действие перенесено из Америки конца 1960-х в СССР начала 1990-х. Бывший «десантник» Юра по пути на крымский курорт спасает от банды панков гитариста Рому. В благодарность тот помогает Юре устроиться на работу к знакомому директору турбазы Сосо. По дороге к Сосо приятели останавливают попутку легковушку с прицепом-трейлером. Водитель машины — молодая женщина — предлагает Юре и Роме самим вести машину, а она отдохнёт в прицепе, парни соглашаются и садятся в машину, а девушка уходит в фургон. Но вот они приезжают на место, идут будить девушку и обнаруживают в прицепе вместо неё труп пожилого мужчины. Обыскав погибшего, Юра находит ключ от камеры хранения и карту. Решив, что попадут в неприятности, приятели спешат удалиться и наконец добраться до места назначения.

## В ролях
- Олег Штефанко — Юра Медунов
- Игорь Крикунов — Роман
- Бимболат Ватаев — Александр Михайлович (в титрах Бимбулат Ватаев)
- Оксана Фомичёва — Нана Борисовна Соболева
- Александр Сластин — Анатолий Ленский, капитан милиции
- Виктор Степанов — Виктор Фёдорович Донец, подполковник милиции
- Игорь Слободской — Миша
- Гурген Тонунц — Тенгиз
- Екатерина Крупенникова — Рита, администратор гостиницы
- Татьяна Слободская — Ленская, жена капитана милиции
- Владимир Левицкий — Федя
- Людмила Гарница — Эмма Карлосян
- Нина Колчина-Бунь — Галина Конева
- Виктория Корсун — Майя
- Александр Быструшкин — Петренко
- Анатолий Юрченко — Евгений, майор милиции (в титрах Анатолий Кучеренко)
- Алексей Майстренко — Чак
- Осип Найдук — начальник овощной базы

## Съёмочная группа
- Сценарий: Дина Борисенко
- Режиссёры-постановщики: Григорий Кохан, Тимофей Левчук
- Оператор-постановщик: Александр Чёрный
- Художник-постановщик: Александр Зарецкий
- Режиссёры: Анатолий Вишневский, Тимофей Кохан
- Композитор и руководитель ансамбля «Зимний сад»: Александр Тищенко
- Автор текста песни «Дорога»: Олесь Ильченко

## Критика
Очень «крутой» боевик. Жанр этого фильма можно определить и как детективный, и как приключенческий. Много убийств, драк, погонь, секса, хитросплетения авантюрного сюжета. Но художественные достоинства ленты невысоки, что обусловливается небольшим профессиональным уровнем исполнителей.— журнал «Вестник», 1996 год